# ルネ・ファゼル

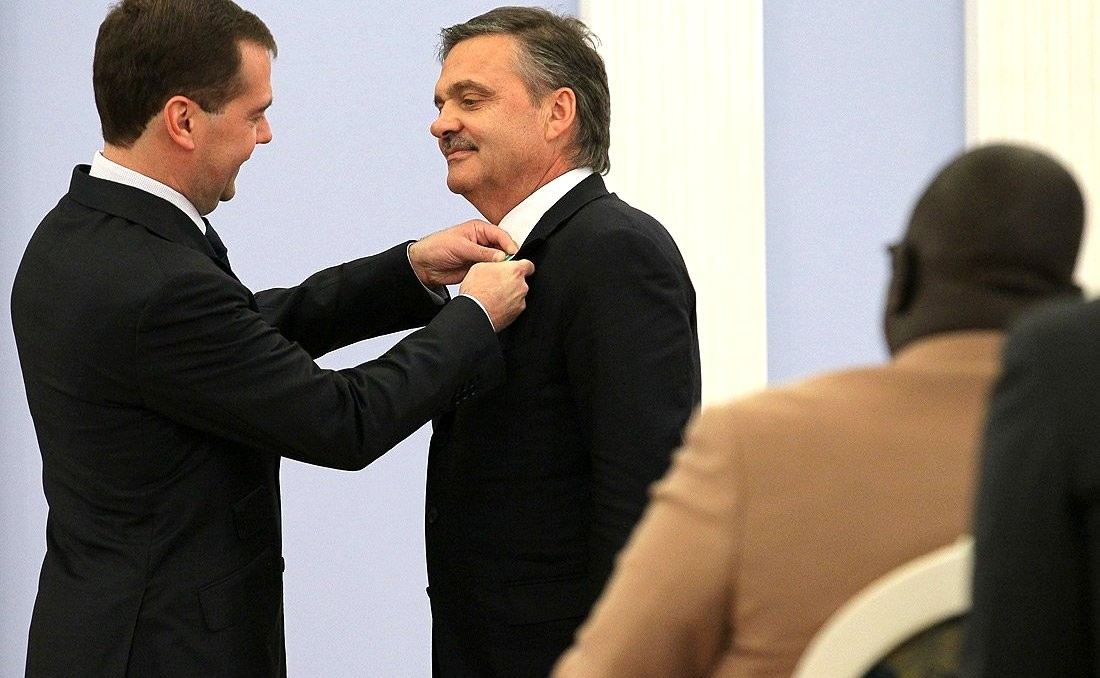
メドヴェージェフロシア大統領（左）とルネ・ファゼル（右）

ルネ・ファゼル（René Fasel 1950年2月6日 - ）は、スイスのフリブール出身のアイスホッケー選手。1994年から国際アイスホッケー連盟会長を務めている。
選手として、1960年にスイスリーグでキャリアを開始、1972年にレフェリーとなった。1982年までに国際レフェリーとして37試合の審判も行った。1985年にスイスアイスホッケー連盟会長、1994年に国際アイスホッケー連盟会長に就任した。1995年からは国際オリンピック委員会委員も務めている。彼は国際アイスホッケー連盟とNHLとの関係強化を図り、1995年3月、1998年の長野オリンピックにNHL選手を出場させることに成功した。2008年に4選を果たしており現在の任期は2012年までとなっている。
フリブール大学とベルン大学で学び1977年に博士号を取得している。1997年にはIOCより、オリンピック選手へ歯の治療についての学習を委託された